# Estado Islâmico na África Central
Estado Islâmico na África Central ou Província da África Central (abreviada como EI-PAC, também conhecida como Wilayah da África Central e Wilayat Wasat Ifriqiya) é uma divisão administrativa do Estado Islâmico, um grupo militante jihadista salafista e proto-estado não reconhecido pela comunidade internacional. A data de fundação e a extensão territorial da Província da África Central são difíceis de avaliar, enquanto a força militar e as atividades dos grupos afiliados são contestadas. De acordo com meios de comunicação pró-Estado Islâmico e algumas outras fontes, essa entidade tem presença na República Democrática do Congo, bem como em Moçambique. Em setembro de 2020, o Estado Islâmico na África Central mudou sua estratégia de raides para ocupação efetiva do território e declarou a cidade moçambicana de Mocímboa da Praia sua capital.

## História

### Antecedentes e fundação
Após a tomada de grande porção de território na Síria, bem como no Iraque, e sua proclamação de um califado restaurado, o Estado Islâmico do Iraque e do Levante se tornou conhecido internacionalmente e um aliado atraente para grupos extremistas jihadistas em todo o mundo. Vários grupos rebeldes na África Ocidental, Somália e Saara juraram lealdade ao Estado Islâmico; essas facções cresceram em importância à medida que a facção central do Estado Islâmico no Oriente Médio declinou. Apesar da crescente importância dos grupos pró-Estado Islâmico no oeste, norte e leste da África, nenhuma facção importante desse grupo surgiu na África central e meridional por anos. Uma facção conhecida como "Estado Islâmico na Somália, Quênia, Tanzânia e Uganda" foi criada em abril de 2016, mas só atuou na Somália e também no Quênia por um curto período.
Em outubro de 2017, surgiu um vídeo em canais pró-Estado Islâmico que mostrava um pequeno número de militantes na República Democrática do Congo que afirmavam fazer parte do grupo "Cidade do Monoteísmo e dos Monoteístas" (MTM). O líder dos militantes declarou ainda que "este é Dar al-Islam do Estado Islâmico na África Central" e convocou outras pessoas com ideias semelhantes a viajarem para o território do MTM a fim de se juntarem à guerra contra o governo. O Long War Journal observou que, embora este grupo pareça ser muito pequeno, seu surgimento ganhou uma quantidade notável de atenção dos simpatizantes do Estado Islâmico. Posteriormente, houve disputas sobre a natureza da MTM. O Congo Research Group (CRG) argumentou em 2018 que essa organização seria na verdade parte das Forças Democráticas Aliadas, um grupo islamista que empreendia uma insurgência no leste da República Democrática do Congo e na vizinha Uganda por décadas. Alguns especialistas acreditavam que as Forças Democráticas Aliadas haviam começado a cooperar com o Estado Islâmico e que a MTM seria sua tentativa de angariar publicamente o apoio dos partidários do Estado Islâmico. O autoproclamado califa Abu Bakr al-Baghdadi mencionou pela primeira vez uma "Província da África Central" em um discurso em agosto de 2018, sugerindo que este ramo já existia de antemão.
Em meados de 2018, a União Africana alegou que militantes do Estado Islâmico haviam se infiltrado no norte de Moçambique, onde os rebeldes islamistas da Ansar al-Sunna já travam uma insurgência desde 2017. Em maio de 2018, alguns rebeldes moçambicanos postaram uma foto de si mesmos posando com um Estandarte Negro que é utilizado pelo Estado Islâmico, mas também por outros grupos jihadistas. No geral, a presença do Estado Islâmico em Moçambique permaneceu contestada na época, e a polícia do país negou veementemente que os partidários do Estado Islâmico estivessem ativos na área.

### Aparecimento público

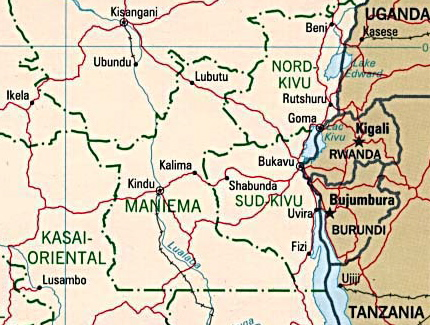
Mapa do leste da República Democrática do Congo, uma das principais áreas de atividade do EI-PAC. Beni está localizado em Kivu do Norte, perto da fronteira com Uganda.

Vários meios de comunicação jihadistas, como a Agência de Notícias Amaq, Agência de Notícias Nashir e o boletim informativo Al-Naba declararam em abril de 2019 que a "Província da África Central" do Estado Islâmico havia realizado ataques no leste da República Democrática do Congo. Isso marcou a primeira vez que o EI-PAC teria realmente emergido como uma entidade tangível. Os primeiros supostos raides da Província da África Central do Estado Islâmico alvejaram as Forças Armadas da República Democrática do Congo (FARDC) na aldeia de Kamango e uma base militar em Bovata em 18 de abril; ambas as localidades ficam perto de Beni, próximo da fronteira com Uganda. Não ficou claro quantos militantes no Congo realmente aderiram ao Estado Islâmico; o jornalista Sunguta West considerou a declaração da Província da África Central como uma tentativa de um Estado Islâmico enfraquecido "impulsionar seu ego e projetar força" após suas derrotas na Síria e no Iraque. Uma foto divulgada pelo boletim informativo Al-Naba mostrou cerca de quinze supostos membros do EI-PAC. O Defense Post argumentou que uma facção dissidente das Forças Democráticas Aliadas possivelmente aderiu ao EI-PAC, enquanto a liderança oficial das Forças Democráticas Aliadas não fez nenhum bay'ah ("juramento de lealdade") a Abu Bakr al-Baghdadi ou ao Estado Islâmico em geral. O pesquisador Marcel Heritier Kapiteni geralmente duvidava que os partidários do Estado Islâmico estivessem envolvidos nos ataques, argumentando que o EI-PAC poderia ser não mais do que uma ferramenta de propaganda em uma "guerra midiática". Segundo ele, "o terreno da RDC não é socialmente favorável ao Islã radical".
Em 4 de junho de 2019, o Estado Islâmico afirmou que a sua Província Centro-Africana realizou um ataque bem-sucedido às Forças Armadas de Defesa de Moçambique (FADM) em Mitopy, no Distrito de Mocímboa da Praia. Pelo menos dezesseis pessoas morreram e cerca de doze ficaram feridas durante o ataque. Neste ponto, o Estado Islâmico considerava Ansar al-Sunna como um de seus afiliados, embora quantos rebeldes islamistas em Moçambique eram realmente leais ao Estado Islâmico permanecesse incerto. O Defense Post argumentou que era impossível julgar se o ataque foi realizado pelo EI-PAC ou outro grupo armado devido à falta de informação sobre os rebeldes em Moçambique. Em qualquer caso, a polícia de Moçambique mais uma vez negou que quaisquer elementos do Estado Islâmico estivessem ativos no país. Em outubro de 2019, o EI-PAC realizou duas emboscadas contra as forças de segurança moçambicanas e os mercenários russos do Grupo Wagner na província de Cabo Delgado, matando 27 soldados. Em contraste com a sua presença crescente em Moçambique, as operações do EI-PAC no Congo permaneceram pequenas em escala e em número no final de 2019. O investigador Nicholas Lazarides argumentou que isto provava o não alinhamento das Forças Democráticas Aliadas com o Estado Islâmico, sugerindo que o EI-PAC era de facto apenas uma facção dissidente. Consequentemente, a principal importância da Província da África Central está em seu valor de propaganda e seu potencial futuro para crescer por meio de suas conexões com o bem estabelecido e conhecido grupo central do Estado Islâmico.

### Aumento da atividade em Moçambique e no Congo
A Província da África Central jurou lealdade oficialmente ao novo califa do Estado Islâmico, Abu Ibrahim al-Hashimi al-Qurashi em 7 de novembro de 2019. Em 7 de abril de 2020, os combatentes do EI-PAC massacraram 52 civis na aldeia de Xitaxi, no norte de Moçambique, quando estes se recusaram a ingressar em as suas forças. Mais tarde naquele mês, as autoridades moçambicanas admitiram pela primeira vez que os partidários do Estado Islâmico estavam ativos no país. Em 27 de junho, as tropas do Estado Islâmico na África Central ocuparam a cidade de Mocímboa da Praia por um curto período, fazendo com que muitos dos moradores fugissem. O boletim informativo do Estado Islâmico al-Naba consequentemente elogiou os supostos sucessos do EI-PAC em Moçambique, alegando que o "exército dos cruzados de Moçambique" e os "mercenários cruzados do aparato de inteligência russo" (também conhecido como Grupo Wagner) estavam sendo expulsos pelas forças locais do Estado Islâmico. Nesta altura, a África do Sul tinha enviado forças especiais para ajudar as forças de segurança moçambicanas contra os rebeldes.
Além disso, o Estado Islâmico na África Central aumentou muito seus ataques na República Democrática do Congo, com 33 operações de meados de abril a julho. Seu ataque mais notável ocorreu em 22 de junho, quando combatentes do Estado Islâmico emboscaram os peacekeepers indonésios da MONUSCO perto de Beni, matando um e ferindo outro. Em 11 de agosto de 2020, o EI-PAC derrotou as Forças Armadas de Defesa de Moçambique e conseguiu, uma vez mais, tomar a vila de Mocímboa da Praia numa grande ofensiva. Os jihadistas também proclamaram ter capturado vários outros assentamentos, bem como duas bases militares ao redor da cidade, apreendendo quantidades significativas de armamentos e munições. Posteriormente, os rebeldes declararam Mocímboa da Praia a capital da sua província e expandiram ainda mais as suas posses, capturando várias ilhas no Oceano Índico durante o mês de setembro, sendo a Ilha Vamizi a mais proeminente. Todos os habitantes locais foram forçados a deixar as ilhas e os hotéis de luxo locais foram todos incendiados. Em 20 de outubro, as forças do Estado Islâmico na África Central conseguiram libertar mais de 1.335 detentos da prisão central de Kangbayi em Beni, tornando este ataque uma das maiores fugas de prisão promovidas pelo Estado Islâmico em anos.

### Obras citadas
- Warner, Jason; Hulme, Charlotte (2018). «The Islamic State in Africa: Estimating Fighter Numbers in Cells Across the Continent» (PDF). West Point, New York: Combating Terrorism Center. CTC Sentinel. 11 (7): 21–28
- West, Sunguta (31 de Maio de 2019). «Has Islamic State Really Entered the Congo and is an IS Province There a Gamble?» (PDF). Jamestown Foundation. Terrorism Monitor. 17 (11): 7–9
- Lazarides, Nicholas (6 de Novembro de 2019). «Islamic State Central Africa Province: Rebranding or Coopting of ADF Faction» (PDF). Jamestown Foundation. Terrorism Monitor. 17 (21): 5–6

- Este artigo foi inicialmente traduzido, total ou parcialmente, do artigo da Wikipédia em inglês cujo título é «Islamic State's Central Africa Province».